# Neurazy
Neurazy település Csehországban, a Dél-plzeňi járásban. Neurazy Kozlovice, Polánka, Měčín, Plánice, Nepomuk, Mlýnské Struhadlo és Žinkovy településekkel határos. Lakosainak száma 720 fő (2024. január 1.).

## Népesség
A település lakosságának változását az alábbi diagram mutatja:
| Lakosok száma | 2121 | 2199 | 2300 | 1688 | 1117 | 826  | 875  | 871  | 729  | 720  |
|               | 1869 | 1890 | 1921 | 1950 | 1980 | 2001 | 2017 | 2019 | 2022 | 2024 |